# Тогуз-Тороуський район
Тогуз-Тороуський район (кирг. Тогуз-торо району) — район Джалал-Абадської області Киргизстану. Центр — село Казарман.

## Географія
Район розташований на крайньому сході області на кордоні з Наринською областю.
Основна водна артерія — річка Нарин.

## Історія
Район був утворений в 1935 році. У 1939 році віднесений до Тянь-Шаньської області. У 1962 році переданий в республіканське підпорядкування. У 1962 році район був скасований, а його територія приєднана до Ак-Талинського району. У 1966 році район був відновлений. У 1970 році включений до складу Наринської області. У 1988 році переданий до складу Ошської області, а в 1990 — до складу Джалал-Абадської.

## Населення
За даними перепису населення Киргизстану 2009 року киргизи складають 22 086 осіб з 22 136 жителів району (або 99,8 %), інші національності — 50 осіб (або 0,2 %).

## Адміністративний поділ
До складу району входять 5 айильних (сільських) аймаків:
1. Атайський айильний округ — с. Атай
2. Каргалицький айильний округ — с. Казарман
3. Кок-Ірімський айильний округ — с. Арал
4. Сари-Булунський айильний округ — с. Кара-Суу
5. Тогуз-Тороуський айильний округ — с. Дедемель